# Кременчугское отделение Императорского Русского технического общества
Кременчугское отделение Императорского Русского технического сообщества — научно-профессиональное сообщество, существовавшее в городе Кременчуг в начале XX века.

## История

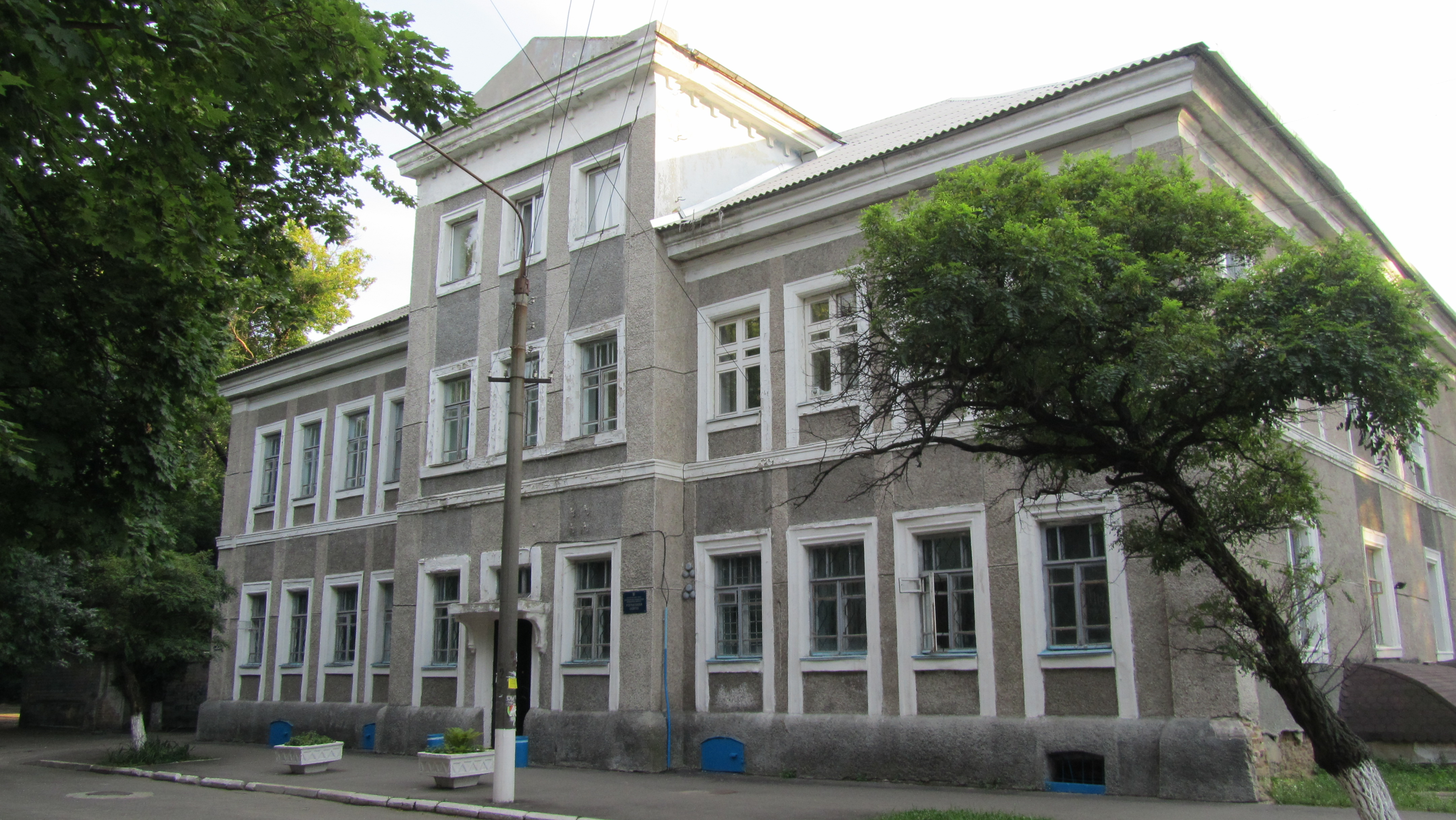
Бывший отель «Пальмира», где прошло первое заседание общества

Русское техническое общество было образовано в Санкт-Петербурге в 1866 году с целью содействия развитию технической промышленности в Российской империи. В последующие годы для осуществления своей деятельности общество открывало отделения в других городах с высоким уровнем технического развития. Первое украинское отделение было открыто в Николаеве в 1869 году, затем были образованы Киевское, Одесское, Харьковское и Волынское (Житомир) отделения.

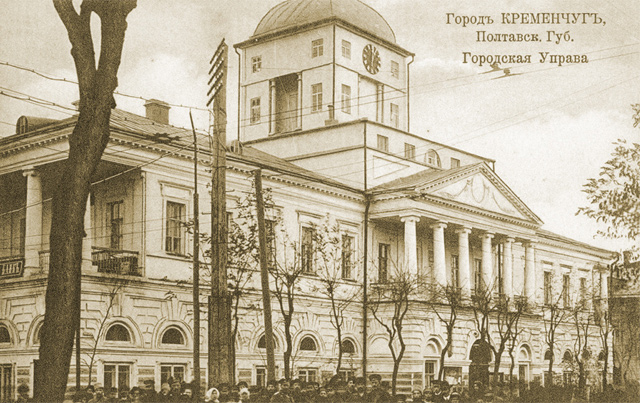
Здание думы, где проводились заседания общества

Кременчуг в конце XX века был развитым промышленным городом с многочисленными предприятиями и учебными заведениями. В 1869 году было открыто железнодорожное сообщение с Крюковом, год спустя — с левобережным Кременчугом. В 1897 году было принято решение о запуске Кременчугского электрического трамвая — одного из первых в Российской империи. Город был центром мукомольной и лесоперерабатывающей промышленности.
Первые идеи по открытию в Кременчуге отделения Императорского технического общества были выдвинуты в 1897 году. В 1899 году было подано соответствующее ходатайство, удовлетворённое в январе 1900 года. В том же году состоялось первое заседание Кременчугского отделения. Отделение, таким образом, стало первым в Полтавской губернии — первое заседание Полтавского отделения общества состоялось лишь в 1911 году.
За неимением собственного помещения первое общее собрание было проведено в зале отеля Пальмира на Херсонской улице (ныне — улица Лейтенанта Покладова, здание отеля сохранилось). Заседания проходили в квартирах членов совета общества. Ходатайство о выделении помещения Александровского реального училища было отклонено за неимением в нём свободных площадей. Проблема вскоре была решена городским главой Изюмовым Андреем Яковлевичем, который выделил обществу думский зал и помещения общества взаимного страхования от огня в здании думы по Екатеринской улице (ныне — улица Соборная, на месте думы — Дом торговли).
Библиотека общества была сформирована из литературы, приобретённой на средства самого Кременчугского отделения (журнал «Зодчий», «Горный журнал» и другие) и пожертвованной его членами, а также высланной Императорским техническим обществом из Петербурга (журнал «Электричество» и другие) и других городов (Баку, Саратов, Харьков, Москва и другие).
В течение 1900 года общество проводило регулярные ежемесячные собрания. Представители выступали с научными докладами. Известно, что общество также планировало образовать в городе постоянную комиссию по техническому образованию, курсы кочегаров и отделение палаты мер и весов. После 1900 года отделение не предоставляло в Санкт-Петербург дальнейших отчётов о своей деятельности. Однако согласно памятным книжкам Полтавской губернии, отделение продолжало существовать минимум до 1916 года. К 1929 году все отделения были упразднены.

## Участники общества
Первыми членами Кременчугского отделения общества стали управляющий Кременчугского трамвая и его помощник, а также владелец завода Андера (ныне — Кредмаш), представитель завода Гебгольда, фабричные инспекторы Полтавской губернии, представители Харьково-Николаевской железной дороги, владелец мельницы Немец (в городе сохранился особняк Немеца), фотограф Витлин, представители реального училища, женской гимназии и технического железнодорожного училища, а также другие деятели технической сферы.